# Килипко, Марина Вячеславовна
Мари́на Вячесла́вовна Кили́пко (укр. Марина В'ячеславівна Килипко; род. 10 ноября 1995, Харьков) — украинская прыгунья с шестом. Бронзовый призёр чемпионата Европы в помещении 2017 года. Семикратная чемпионка Украины (2015—2021). Четырёхкратная чемпионка Украины в помещении (2015, 2017—2019). Обладательница национального рекорда Украины в прыжках с шестом — 4,70 м (2021). Участница Олимпиад 2016 и 2020 годов. Мастер спорта Украины.

## Биография и карьера
Марина Килипко родилась 10 ноября 1995 года в Харькове. Окончила Харьковский национальный экономический университет.
Начала заниматься лёгкой атлетикой в Харьковском государственном училище физической культуры № 1 под руководством тренера Виктора Ивановича Шевцова.
Дебютировала на международных соревнованиях в 2011 году на чемпионате мира среди юношей. Многократная чемпионка Украины на открытом воздухе и в помещении. Многократная рекордсменка Украины.
10 июня 2016 года на соревнованиях в Будапеште Марина выполнила олимпийский норматив, прыгнув 4,56 м. На своей дебютной Олимпиаде не смогла пробиться в финал, заняв в квалификации 14-е место.

## Основные результаты

### Международные
| Год  | Соревнования                    | Место проведения         | Место    | Результат |
| ---- | ------------------------------- | ------------------------ | -------- | --------- |
| 2011 | Чемпионат мира среди юношей     | Лилль, Франция           | -        | NM        |
| 2013 | Чемпионат Европы среди юниоров  | Риети, Италия            | 23 (q)   | 3,65 м    |
| 2014 | Чемпионат мира среди юниоров    | Юджин, США               | 18 (q)   | 4,00 м    |
| 2015 | Чемпионат Европы среди молодёжи | Таллин, Эстония          | 16 (q)   | 4,10 м    |
| 2016 | Чемпионат Европы                | Амстердам, Нидерланды    | 17 (q)   | 4,35 м    |
| 2016 | Летние Олимпийские игры         | Рио-де-Жанейро, Бразилия | 14 (q)   | 4,55 м    |
| 2017 | Чемпионат Европы в помещении    | Белград, Сербия          | 3        | 4,55 м    |
| 2017 | Чемпионат Европы среди молодёжи | Быдгощ, Польша           | 2        | 4,45 м    |
| 2017 | Чемпионат мира                  | Лондон, Великобритания   | 24 (q)   | 4,20 м    |
| 2017 | Универсиада                     | Тайбэй, Китайский Тайбэй | 4        | 4,40 м    |
| 2018 | Чемпионат Европы                | Берлин, Германия         | 8        | 4,45 м    |
| 2019 | Чемпионат мира                  | Доха, Катар              | 21 (q)   | 4,50 м    |
| 2021 | Летние Олимпийские игры         | Токио, Япония            | 5        | 4,50 м    |
| 2022 | Чемпионат мира                  | Юджин, США               | 16 (кв.) | 4,35 м    |

### Национальные
| Год  | Соревнования                  | Место проведения | Место | Результат |
| ---- | ----------------------------- | ---------------- | ----- | --------- |
| 2015 | Чемпионат Украины в помещении | Сумы             | 1     | 4,10 м    |
| 2016 | Чемпионат Украины             | Луцк             | 1     | 4,30 м    |
| 2017 | Чемпионат Украины в помещении | Сумы             | 1     | 4,50 м    |